# Höllenhund (Fels)

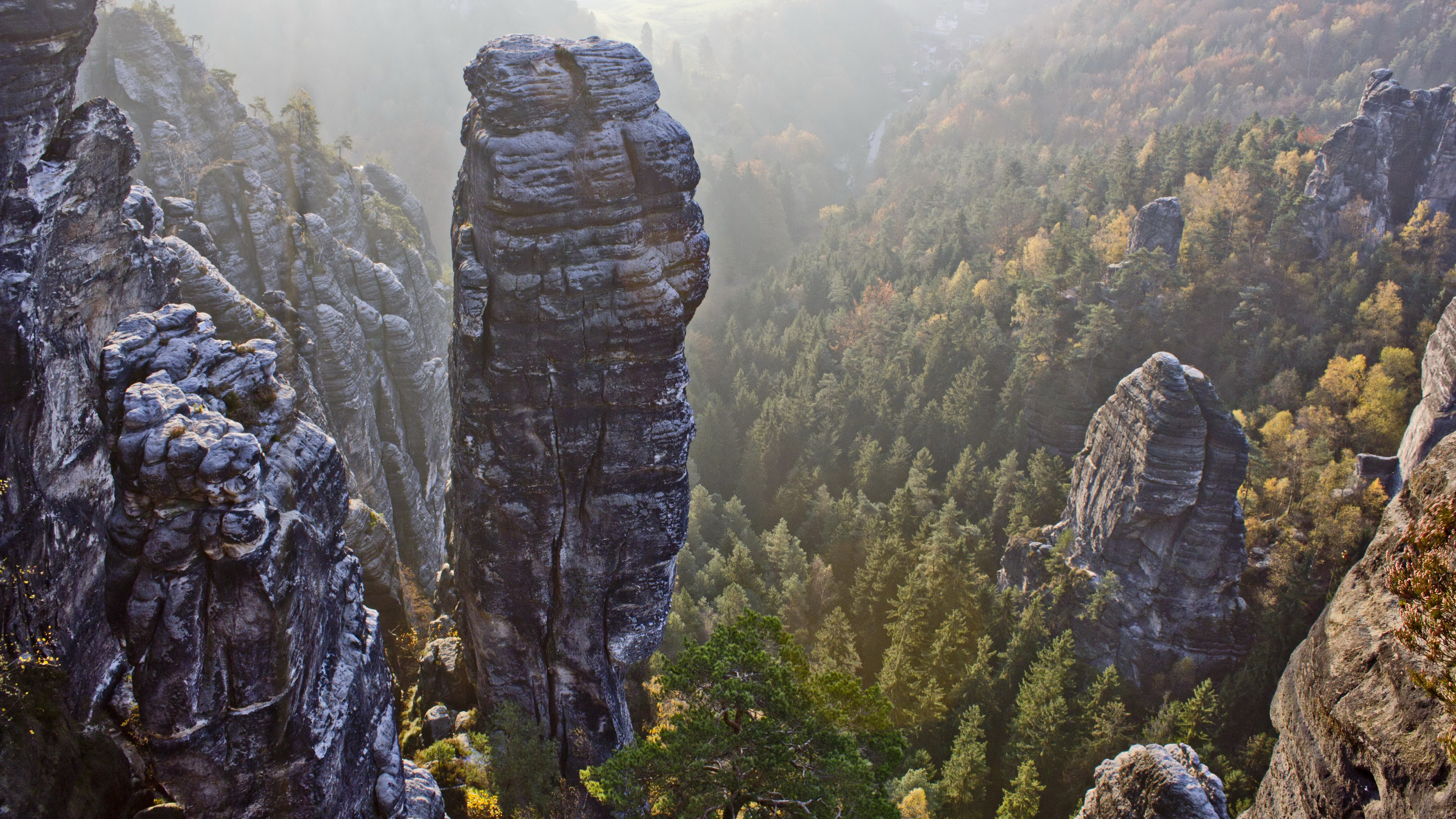
Der Höllenhund

Der Höllenhund (283,1 m ü. NHN) ist ein bis zu 80 Meter hoher Klettergipfel im Klettergebiet Sächsische Schweiz. Er steht oberhalb des Amselgrundes im Raaber Kessel bei Rathen und gehört zum Massiv der Großen Gans.

## Namensgebung
Der Felsen besitzt drei Gipfelköpfe. Seinen Namen erhielt er daher durch den Erstbesteiger Rudolf Fehrmann abgeleitet vom dreiköpfigen Höllenhund Kerberos der griechischen Mythologie. Fehrmann nannte den Gipfel ursprünglich „Höllenhundspitze“, der allerdings in der Folgezeit im Sprachgebrauch der Bergsteiger meist auf den heutigen Namen verkürzt wurde. Seit 1965 wird der verkürzte Name auch offiziell verwendet. Zeitweilig war auch der Name „Zerberusturm“ in Gebrauch, konnte sich aber nicht durchsetzen. 

## Klettersportliche Bedeutung
Erstmals bestiegen wurde der Höllenhund durch Rudolf Fehrmann, Oliver Perry-Smith und Artur Hoyer am 17. September 1905. Der heutige Alte Weg wird nach der Sächsischen Schwierigkeitsskala mit V und bei Überklettern der Unterstützungsstelle mit VIIa eingestuft.
Klettersportliche Bedeutung hat vor allem die 72 m hohe, nach Südwesten ausgerichtete Talseite des Höllenhunds. Diese exponierte Wand ist durch eine markante wabenförmige Struktur im unteren Teil und ihre senkrechte, teilweise überhängende Lage gekennzeichnet. Sie zählte in den Jahren nach dem Zweiten Weltkrieg zu den großen Herausforderungen für die damaligen Kletterer in der Sächsischen Schweiz und ist noch heute eine der bekannten „großen Wände“ des Gebiets. 1955 durchstieg Dietrich Hasse gemeinsam mit Rolf Weigand erstmals erfolgreich die Talseite des Höllenhunds. Der als Talweg bezeichnete Weg wird heute mit der Schwierigkeit VIIIa eingestuft und zählt zu den beliebtesten Wegen in diesem Schwierigkeitsbereich. Trotz der Länge sind aufgrund der formenreichen Wandstruktur mit vielen Sanduhren lediglich drei Sicherungsringe vorhanden. In den Folgejahren wurden weitere Wege bis hin zur Schwierigkeit IXb in der Wand erschlossen, darunter 1966 die Herrenpartie (VIIIb) von Dieter Rülker und Bernd Arnold und 1967 die Violette Verschneidung (VIIIa), ebenfalls von Bernd Arnold. Inzwischen führen acht Kletterrouten mit neun Varianten durch die Wand. Insgesamt führen 37 Routen auf den Gipfel.